# آکادمی مرکزی تئاتر
آکادمی مرکزی تئاتر (چینی ساده: 中央戏剧学院; پین‌یین: Zhōngyāng Xìjù Xuéyuàn؛ انگلیسی: Central Academy of Drama) نام یک دانشکدهٔ مشهور تئاتر در شهر پکن چین است.
این دانشکده در شماره ۳۹ خیابان مینخوآ در محلهٔ دونگچنگ پکن واقع است و در آوریل ۱۹۵۰ میلادی پایه‌گذاری شد و نام فعلی‌اش را «مائو تسه‌تونگ» انتخاب کرده است.
این دانشکده در کنار آکادمی فیلم پکن و آکادمی تئاتر شانگهای یکی از معتبرترین مراکز آموزشیِ هنرهایِ نمایشی در چین محسوب می‌شود و بازیگران و کارگردانان نامداری همچون جانگ زئی، جیانگ ون، چن دائومینگ، ژائو لیانگ، گونگ لی، لی یا پنگ، سون هونگ‌لی، لیو یه، چن هائو، ژانگ جینگچو، تانگ وی و هو جون در آن تحصیل کرده‌اند.